# 736 TCN
736 TCN là một năm trong lịch La Mã.